# Surrogatpartnerschaft
Als Surrogatpartner werden Sexualbegleiter im therapeutischen Kontext bezeichnet, die sexuelle Handlungen vornehmen.

## Begrifflichkeit
Der Begriff Surrogatpartnerschaft kommt von surrogatum = der Ersatz, Partizip Perfekt Passiv des lateinischen Verbes surrogare = sub-rogare = jemanden anstelle eines anderen auswählen. Man unterscheidet nach zwei Arten: einerseits nach dem Grad der Assistenz in aktive und passive, andererseits nach dem Ziel in sexualtherapeutische oder auf sexuelle Teilhabe von Behinderten ausgerichtete.

## Abgrenzung zur Prostitution
In Abwandlung der klassischen Prostitution sollen sie dem Klienten bei der Vornahme sexueller Handlungen vor allem seelische und emotionale Zuwendung bieten. Der Geschlechts- oder Oralverkehr wird hierbei nicht notwendigerweise praktiziert. Der therapeutische Kontext macht die Anleitung und Supervision durch einen Psychotherapeuten zwingend, der selbst an keinen erotischen Kontakten teilnimmt.

## Verbreitung
Über die Verbreitung dieser Praktiken im deutschsprachigen Raum gibt es aufgrund der problematischen Abgrenzung zum Verbot in Abhängigkeitsverhältnissen keine verlässlichen Zahlen.

## Sexualtherapie – therapeutische Surrogatpartnerschaft

### Ursprung und Entwicklung der Surrogattherapie
Die therapeutische Sexualassistenz (Sexual surrogate) als spezifische Form der Sexualtherapie wurde in den USA von Masters und Johnson eingeführt. Sie stellt dort heute eine seltene und atypische Technik dar und stößt auf ethische und rechtliche Bedenken.
In Deutschland wurde in den 1960er und 1970er Jahren eine Zeitlang Surrogattherapie durch den Münchner Sexualwissenschaftler Götz Kockott durchgeführt. Im Zuge der zunehmenden Angst vor AIDS hat sich diese Therapieform jedoch nicht etabliert und wird nun in Europa wieder bekannter.

### Der Therapeut als Surrogat
Aufgrund von ethischen, gesetzlichen und standesrechtlichen Bestimmungen handeln approbierte Psychotherapeuten in keinem Fall selbst als Ersatzpartner. Spezialisierte Prostituierte, die sich zum Sexualtherapeuten weiterbilden und z. B. eine Zulassung zur Erlaubnis zur berufsmäßigen Ausübung der Heilkunde ohne Bestallung (Heilpraktiker) erwerben, können in ihrer therapeutischen Arbeit ohne Einschränkung und mit übereinstimmender Willenserklärung zwischen Patient und Behandler selbst als Surrogat tätig werden.

### Die Rolle des Hilfstherapeuten
Die Sexualtherapeuten Masters und Johnson setzen, anstatt analytisch vorzugehen, den Partner eines Klienten ohne manifeste Symptombildung als Hilfstherapeuten ein. Die Vertreter einer systemischen Sicht verstehen hingegen die sexuelle Problematik des Klienten eher als eine Störung, die sich in der Beziehung des jeweiligen Paares selbst manifestiert, auch wenn nur bei einem Partner die manifeste Symptombildung vorliegt.
Die psychotherapeutische Arbeit ist demnach hier üblicherweise erfahrungsorientiert, so dass das Paar angeleitet wird, zu Hause den körperlich-sexuellen Umgang mit dem Partner, aber auch mit sich selbst nach bestimmten Regeln zu gestalten. Vor diesem Hintergrund haben einige Sexualtherapeuten und fachlich qualifizierte Prostituierte begonnen, die Rolle des Ersatzpartners für therapeutische Setting fachübergreifend zu instrumentalisieren.
Sexualtherapeutische Ansätze, die meist integrierend Methoden der Verhaltenstherapie, Kognitionstherapie und Psychoanalyse beinhalten, haben in den USA allerdings derzeit einen wesentlich höheren Stellenwert als in Deutschland. Ausgehend von der Überzeugung, dass die Therapie von Sexualproblemen nur dann erfolgreich sein könne, wenn sowohl erektile Dysfunktion als auch die Partnerschaft selbst behandelt würden, haben sich dort inzwischen weitreichende Therapieprogramme entwickelt.

### Voraussetzungen
Eine therapeutische Surrogatpartnerschaft wird zum Beispiel angewandt, wenn ein somatisch (körperlich) gesunder Klient einen gestörten Zugang zur eigenen oder zur gemeinsamen Sexualität mit dem Partner aufzeigt. Vor allem geht es dabei um die erektile Dysfunktion (Potenzstörungen) aufgrund von Beeinträchtigungen der Sexualität durch Konflikte im Alltag und verzögerte oder vorzeitige Orgasmen des Mannes (Ejaculatio praecox). Erektionsstörungen oder ausbleibender Orgasmus (Anorgasmie), der Verlust oder die generelle Verminderung der sexuellen Lust (Appetenzstörung und Frigidität) können erfolgreicher therapiert werden, wenn ein Sexualpartner zur Verfügung steht, um die besprochenen Veränderungen umzusetzen. Fehlt dieser, setzen manche Therapeuten einen Surrogatpartner ein. Dies kann insbesondere dann der Fall sein, wenn die Störung überhaupt erst die Aufnahme einer tragfähigen intimen Beziehung verhindert. Zeigt die therapeutische Diskriminierung ein solches Problem auf, wird gegebenenfalls ein Surrogatpartner eingesetzt. Sexualstörungen können klassisch therapeutisch nur bis zu einem gewissen Grad erfasst werden.
Tiefenpsychologische Verfahren richten sich nach der eigentlichen Ursache der beeinträchtigten Sexualität (oft Missbrauchserfahrungen, frühkindliche Störung, traumainduzierte Abwehrmechanismen etc.). Durch Lösung des Vorkonflikts und Entwicklung von Beziehungsfähigkeit kann der Patient im Lauf der Zeit neue oder bestehende Liebesbeziehungen entwickeln bzw. vertiefen und eine beziehungszentrierte Sexualität aufbauen. Hierfür wäre eine Surrogatpartnerschaft nicht nur unnötig, sondern klar kontraindiziert.
Da die psychischen Ursachen atraumatischer sexueller Störungen weitgehend geschlechtsneutral im jeweiligen Rollenverständnis und gesellschaftlichen Selbstwertgefühl begründet liegen, stellen emotionale Zuwendung und erwartungsfreie Begegnung für Klienten beiderlei Geschlechts die therapeutische Grundlage zur Surrogattherapie dar. In dieser Stimmung weitgehender Vertrauensbildung kann dem Klienten die eigene Sexualität eher gelingen, als müsste er, wie in einer normalen sexuellen Beziehung, gleichzeitig noch beziehungsrelevante Erwartungen, Erwartungen an die Fitness, Gedanken zur Empfängnisverhütung oder zum Wunschkind, in Bezug auf die Sozialisation des Geschlechtspartners oder die eigene Rolle als Partner, Ernährer oder Versorger erfüllen. Ebenso kann ein männlicher Surrogatpartner einer entsprechenden Anorgasmie bei weiblichen Klienten begegnen. Dadurch, dass soziologische und materielle Hintergedanken auf Seiten des Sexualpartners wegfallen und dass bestimmte Erwartungsvermutungen an einen perfekten Körper oder eine bestimmte Ausdauer während des Aktes erst gar nicht gestellt werden und der Klient nicht zuletzt weiß, dass sein Surrogatpartner, anders als eine reguläre Prostituierte, sich auch menschlich auf ihn einlässt, kann dem eigentlichen Problem der gestörten Sexualität besser begegnet werden.
Eine Sexualtherapie, bei der einem Klienten dadurch die Angst vor dem Geschlechtsverkehr genommen wird, dass ein „Surrogat“ eingesetzt wird, ersetzt den eigentlichen Wunschpartner körperlich durch eine Vertretung. Eine solche Therapie kann nur wirken, wenn das therapeutische Setting zu Beginn der Behandlung beide Seiten klar in ihre temporäre emotionale Rolle als Sexualpartner verortet. Der Surrogattherapie wird vor allem aus Unkenntnis über diese gesprächstherapeutische Vor- und Nachbereitung vorgeworfen, die Prostitution im klassischen Sinn zu fördern. Tatsächlich stehen der Geschlechtsakt selbst und Sexualpraktiken an sich nicht im Mittelpunkt der Arbeit eines therapeutischen Surrogatpartners. Vielmehr erfüllt er die Rolle eines einfühlsamen Begleiters, der erst einmal die eigentliche Bereitschaft zur eigenen Sexualität beim Klienten aufbaut und ggf. vorhandene affektive Störungen supportiv löst.
Bei traumatisch bedingten Sexualstörungen ist regelmäßig eine entsprechend längere gesprächstherapeutische Vorphase angezeigt. Der Surrogatpartner spricht mit dem Klienten ausführlich über seine Empfindungen und arbeitet gegebenenfalls in Bezug auf die Trauma-Behandlung mit einem Psychotherapeuten zusammen. Idealerweise ist er selbst darin geschult, z. B. mit nondirektiver Gesprächsführung zu arbeiten. Nach einer Zusammenkunft mit einem Surrogatpartner folgen bei Belastungspatienten je nach angezeigter Diagnose eine gesprächstherapeutische Einheit und die Aufforderung, auch selbst neue Sexualpartner zu finden.
Frequenz und Dauer der Begegnungen mit einem Surrogatpartner schwanken stark. Eine einmalige Behandlung wird hierbei ebenso die Ausnahme darstellen wie eine vergleichsweise langjährige Therapie, wie im Bereich der Psychoanalyse üblich. Da in Europa nur wissenschaftlich anerkannte Verfahren auf Kosten der Krankenkasse durchgeführt werden können, werden Surrogartpartner im Rahmen einer Psychotherapie hier allenfalls als privat finanzierte Co-Therapeuten eingesetzt.

### Ausbildung
Die Tätigkeit eines Surrogatpartners wird nicht staatlich ausgebildet oder von einem Träger der berufsbildenden Institutionen vermittelt. Ein Verband oder eine Berufsvertretung von Sexualassistenzen, Sexualbegleiterinnen und Surrogatpartnern mit der Möglichkeit eines fachlichen Austausches oder einer Qualitätssicherung existiert in Europa nicht.

## Sexualassistenz an Behinderten
Die Sexualassistenz oder Sexualbegleitung versucht, behinderten Menschen den Zugang zu Sexualität, wie sie von nichtbehinderten Menschen praktiziert wird, zu ermöglichen. Sie unterscheidet sich gegenüber der therapeutischen Surrogatpartnerschaft dadurch, dass die Sexualassistenz keine emotionalen Störungen mit Krankheitswert behandelt und auch in der Regel nicht therapeutisch geschult ist.
Ein Sexualbegleiter versucht denen, die dazu selbst nicht oder nicht mehr in der Lage sind, ein erotisch-sinnliches Erlebnis zu vermitteln. Dabei soll es um Nähe und Geborgenheit, aber auch um Sex und sexuelle Befriedigung gehen. Sexualbegleitung möchte Behinderten helfen, erste sexuelle Erfahrungen zu machen. 

## Kritik
Der Sexualbegleitung, Sexualassistenz oder Surrogatpartnerschaft wird nicht nur von konservativen Kreisen häufig vorgeworfen, sie seien nur Euphemismen für eine Form von Prostitution. Für Kirchen sowie konservative Kreise stellt solche Prostitution ein Tabu dar. Krankenkassen sowie viele Psychologen stehen der Sexualbegleitung in hohem Maße kritisch gegenüber. Sie vermissen bei der sexualtherapeutischen Surrogatpartnerschaft gesicherte Nachweise der Wirksamkeit.
In der Kritik steht diese Praktik für Behinderte unter anderem, da die Freiwilligkeit auf Seiten dieser Klienten nicht immer einfach festzustellen und so Missbrauch möglich ist. Die Praxis unter nicht kranken Menschen im Rahmen der erbetenen Hilfe von selbstbestimmten Personen, die nicht psychisch oder körperlich vom Surrogatpartner abhängig sind, wird vom deutschen Strafrecht nicht erfasst. Zu beachten ist weiterhin, dass auf die möglichen Gründe eines sexuellen Rückzugs durch den Patienten nicht eingegangen wird. Wohl die meisten dieser Ursachen (seien es Schwierigkeiten in der Rollenfindung oder Traumaerfahrungen) stellen eindeutige Kontraindikationen für eine therapeutische Surrogatpartnerschaft dar.
Die therapeutische Grundregel der Abstinenz stehe einer Surrogattherapie diametral entgegen. Die weit überwiegende Mehrheit der Sexualtherapeuten hält die Gefahr, sich nicht genügend dissoziieren zu können, für ein unüberwindliches Hindernis dieser Therapie. Sexualassistenz wird daher sexualethisch abgelehnt. Zur Umgehung der Strafbarkeit sowie dieser Ablehnung sind zum Teil enge Partnerschaften zwischen Therapeuten, die keinen sexuellen Kontakt mit Ratsuchenden eingehen, und Surrogatpartnern entstanden. Aufgrund der Strafandrohung gibt es kaum Entgegenkommen bei der praktischen Durchführung in Pflegeeinrichtungen. Die meisten Pflegedienstleitungen treffen weder räumliche noch inhaltliche Vorkehrungen und so werden Sexualassistenzen fast ausschließlich im privaten Rahmen vorgenommen.
Im Jahr 2010 kritisierten Diakoniemitarbeiter mit Unterstützung von Gemeindehilfsbund und „Kirchliche Sammlung um Bibel und Bekenntnis in Bayern“ (KSBB) in einem offenen Brief an Präses Nikolaus Schneider, den Vorsitzenden des Rates der EKD, die Propagierung der Surrogatpartnerschaft in der Orientierung, einer Fachzeitschrift im Arbeitsfeld Behindertenhilfe. Es würde in einer seit 2003 andauernden Kampagne, besonders in den Heften 02/2003 und 02/2009 „Prostitution [als] ‚heilige Handlung im Auftrag der Göttin‘“ und als „‚christlicher‘ Beruf“ propagiert. Solche Praktiken seien unvereinbar mit evangelischer Sexualethik und strafbar nach § 174 und § 179 StGB.

## Strafbarkeit und rechtliche Situation in Deutschland
Aktive Surrogatpartnerschaft ist in Deutschland für Ärzte und psychologische Psychotherapeuten bzw. Pfleger strafbar, passive teilweise erlaubt, aber ethisch umstritten.
Das Recht auf sexuelle Selbstbestimmung ist im Art. 2 GG garantiert. Dieses beinhaltet auch das Recht auf Schutz vor Missbrauch und das Recht, sich jeden Sexualpartner zu wählen, der helfen kann, eigene Defizite oder ungewollte eigene Keuschheit aufgrund von fehlenden Möglichkeiten zur Entwicklung einer gesunden Sexualität zu überwinden. Ärztlichen Therapeuten ist es verboten, selbst sexuelle Kontakte mit Abhängigen einzugehen, dazu gehören alle Patienten, Klienten, Ratsuchende in ihrer Behandlung. Sie arbeiten in der Surrogattherapie deshalb mit Sexualbegleitern. Das Pflegepersonal darf den von ihm abhängigen Behinderten nicht sexuell assistieren. Da Sexuelle Assistenz für das Personal in vielen Hausordnungen mit Hinweis auf sexuellen Missbrauch oder die einschlägigen Strafvorschriften ausgeschlossen ist, kommt der Kontakt über Angehörige oder Pflegepersonal zustande.
Ein weiteres Problem ist strukturelle Gewalt, also sogar darüber hinausgehende unerlaubte Begrenzung von Selbstbestimmung, beispielsweise durch Hausordnungen in Pflegeeinrichtungen (Besuchsverbot für Prostituierte), durch soziale Kontrolle (ständige Aufsicht durch Pflegepersonal) oder mangelnde Intimität durch fehlende Einzelzimmer oder Ausweichräume (Liebeszimmer). Einerseits soll das Pflegepersonal den Klienten ein lebenswertes Leben ermöglichen, andererseits besteht die Gefahr, dass das Pflegepersonal missbräuchlich oder in guter Absicht Grenzen überschreitet.
Außerhalb von Pflegeeinrichtungen, im privaten Rahmen und im Rahmen von nicht ärztlicher Lebenshilfe im sexuellen Rahmen einer Beratung durch Heilpraktiker oder Heiler stellt die Vornahme freiwilliger, selbstbestimmter sexueller Handlungen durch andere als den eigenen oder einen festen Sexualpartner aufgrund des Rechtes auf sexuelle Selbstbestimmung kein juristisches Problem dar. In Abhängigkeitsverhältnissen ist aktive Sexualassistenz nach §§ 174 ff. StGB verboten.
Passive Sexualassistenz ist jedoch immer möglich, solange sie nicht an Abhängigen praktiziert wird, da auch das gewerbliche Anbieten sexueller Dienstleistungen in Deutschland nicht mehr strafbar ist. Das Prostitutionsgesetz (Gesetz zur Regelung der Rechtsverhältnisse der Prostituierten – ProstG) regelt die rechtliche Stellung von Prostitution als Dienstleistung seit dem Jahr 2001. Gleichzeitig wurden das Strafgesetzbuch in § 180a (Ausbeutung von Prostituierten) und § 181a (Zuhälterei) dahingehend geändert, dass das Schaffen eines angemessenen Arbeitsumfeldes nicht mehr strafbar ist, solange nicht eine Ausbeutung von Prostituierten stattfindet. Für Menschen, die ansonsten keine Betreuungsbeziehung mit dem Betroffenen haben, gilt die Strafbarkeit nach §§ 174, 174a und 174c StGB daher nicht. Deshalb werden Sexualassistenten eingesetzt. Oft praktiziert Pflegepersonal Sexualassistenz heimlich oder verschleiert (Intimwaschung, Baden, Eincremen).
Pro Familia kam zu dem Schluss: „Es findet sich keine einfachgesetzliche Rechtsgrundlage, aus der sich eine staatliche Pflicht ableiten ließe, AnbieterInnen von entgeltlicher Sexualassistenz und Sexualbegleitung für Menschen mit Behinderungen institutionell zu fördern.“
Gleichwohl wird inzwischen allgemein von einer eben nicht einfachgesetzlichen, sondern verfassungsrechtlichen Verpflichtung ausgegangen und das zwangsweise Vorenthalten von ggf. bezahlten Sexualkontakten als strukturelle Gewalt betrachtet.

## Bearbeitung des Themas in Belletristik und Film
- Yazgülü Aldoga: Kiralik Adam. Alfa Yainlari Verlag, Istanbul 2009. Deutsch: Die Begleitung. binoki, Berlin 2012.
- Ben Lewin: The Sessions. Deutsch: The Sessions – Wenn Worte berühren 2012.
- Kirby Dick: Private Practices: The Story of a Sex Surrogate. 1986.